# Velarifictorus vicinus
Velarifictorus vicinus är en insektsart som först beskrevs av Lucien Chopard 1955.  Velarifictorus vicinus ingår i släktet Velarifictorus och familjen syrsor. Inga underarter finns listade i Catalogue of Life.